# Кад невесте зарате
Кад невесте зарате (енгл. Bride Wars) амерички је љубавни црнохуморни филм из 2009. године који је режирао Гари Виник, а сценарио су написали Грег Депол, Џун Дајен Рафаел и Кејси Вилсон. У филму глуме Кејт Хадсон, Ен Хатавеј, Брајан Гринберг, Крис Прат, Стив Хауи, Кристен Џонстон и Кендис Берген . 
Кинески истоимени римејк објављен је 2015. године.

## Радња
Ема Алан и Оливија „Лив” Лернер најбоље су пријатељице које су испланирале сваки детаљ својих венчања, од када су први пут биле на венчању пре 20 година у хотелу Плаза. Обе су поставиле приоритет да се венчају на истој локацији у јуну. Њих две ће се заручити у доби од 26 година, а очекује се да буду једна другој куме. Заказују венчања са најпознатијим планером венчања у Њујорку, Марион Сент Клер, али због свештеникове грешке требало би да се венчају истог дана, 6. јуна (три и по месеца касније). 
Њих две траже од треће младенке, Стејси, да се замени за датум са Емом, али Стејси је одмах одбија, што резултира да се Лив посвађа са Стејси, док се она региструје за поклоне, због чега су Лив и Ема извучене из продавнице. Прошла је недеља пасивно-агресивног непријатељства пре него што су две жене јасно ставиле до знања да ни једна ни друга неће направити компромис, посебно након што се тврдоглава Лив нада да ће Ема, због своје пасивне природе, предати свој датум, али Ема одбија предлог двоструког венчања, јер жели да је тај дан само њен, а не да све дели са Лив. Две жене објављују рат јадна другој након незнатног неспоразума да је Лив већ одредила датум венчања, што је изнервирало Ему која јој је такође одредила датум, чега је Лив постала свесна на заједничкој забави. Њих две размењују претње и увреде пред својим пријатељима који одлуче да не заузимају ни једну ни другу страну. 
Обе жене покушавају да саботирају једна другу, што је укључило да Лив промени Еминог инструктора плеса, Ема је потајно слала Лив бомбоњере како би постала превише дебела да би обукла венчаницу, Лив је наместила Емину боју за вештачко тамњење коже да буде јарко наранџаста, а Ема заузврат уништи Ливину фарбу за косу да би направила косу дречаво плаво-белом, Лив је пријавила Ему као трудницу за Babies R Us, а Ема се појавила на Ливиној девојачкој забави да би је изазвала у плесни двобој. Ема и Флечер упадају у препирку у вези са Емининим манијачким понашањем због саботирања Ливиног венчања и њиховог пријатељства, укључујући и то како се Ема променила од када су се први пут упознали. Показало се да су Ема и Флечер изложени изазовима у својој вези због Еминих новооткривених осећања и самопоуздања, одступања од њених уобичајених особина којима је угађала људима. Лив је научила да буде осетљивија и изражајнија, што јој је донело луксуз да може да се препусти и да мање контролише. Међутим, због свог стреса због венчања и затегнутог пријатељства са Емом, она на крају добија нижи ранг у фирми. 

## Улоге
- Кејт Хадсон као Оливија „Лив” Лернер, успешна адвокатица која је навикла да буде тврдоглава и не прихвата ништа мање од оног што је замислила. Покушава да буде савршена уместо да олако схвата ствари, још од када су јој родитељи умрли када је била дете. Показано је да она штити и изузетно брине о Еми. 
  - Зои О'Грејди као млада Лив
- Ен Хатавеј као Ема Алан, учитељица у средњој школи која се брине за све, али заборавља да узме времена за себе због своје слатке, али помало кротке природе. Лив је приметила да је она та која увек „попушта“ када се сукобе једна са другом. 
  - Шанон Фербер као млада Ема
- Криис Прат као Флечер Флемсон, Емин заручник. Флечер је рачуновођа и њих двоје су се упознали десет година пре догађаја у филму. Током целог филма, он је приказан са изузетно заповедничким ставом, што је отежавало Еминино асертивно понашање и почиње да се много разликује од ње.
- Стив Хауи као Денијел Вилијамс, Ливин заручник и менаџер. За разлику од Флечера и Еме, он је постао ближи с Лив током процеса планирања венчања и пригрлио је промене своје веренице у њеном ставу, посебно новооткривену рањивост.
- Брајан Гринберг као Нејтан „Нејт” Лернер, Ливин брат који је заљубљен у Ему.
- Кендис Берген као Марион Сент Клер, најтраженија планерка за свадбе у Њујорку, којој се обе девојке окрећу приликом планирања венчања. Она такође служи као наратор приче.
- Кристен Џонстон као Деб: Неугодна, лења жена која је једна од Еминих колегиница. Она непрестано даје своје послове Еми. На крају постаје Емина кума. Она је та која је предложила Еми да шаље Лив скупоцене чоколаде како би се удебљала.
- Мајкл Арден као Кевин, Ливин асистент на послу, кога је Лив регрутовала као свог кума. Он је Лив дао предлог да поремети Емине лекције плеса заменивши њеног инструктора другим, ексцентричним.
- Џун Дајен Рафаел као Аманда, Емиина и Ливина пријатељица која се удаје на почетку филма.
- Кејси Вилсон као Стејси Киндред, још једна младенка и једна од клијентица Марион Сент Клер. Лив и Ема су је покушале наговорити да се одрекне свог датума, што се завршава фијаском у продавници.
- Пол Шир као Рики Ку, плесни кореограф који себе назива „доктором плеса”
- Џон Панков као Џон Алан, Емин отац.
- Етјен Парк као Мариса, једна од Еминих и Ливиних најближих пријатељица.
- Лорен Битнер као Ејми, једна од Еминих и Ливиних најближих пријатељица.
- Денис Парлато као инструктор плеса
- Били Унгер као додатни гласови
- Колин Форд као додатни гласови

## Снимање
Рафаелова и Вилсонова направиле су сценарио за Кад невесте зарате од оригиналног сценарија Грега Депола, пре него што је започео штрајк Друштва писаца 2007—2008. Карен Макула Лук и Кирстен Смит такође су допринеле сценарију.
Неке главне сцене направљене су у музеју Пибоди Есекс у Салему, Масачусетс. Већина снимања одрађена је у Бостону, Њујорку и у Салему у Масачусетсу.

### Музика
Музику за филм компоновао је Едвард Шермур.
На почетку филма свирала је песма Колби Кејлат „Somethin' Special”, међутим ова верзија имала је другачије текстове од Пекиншког олимпијског микса, што сугерише да је то оригинални микс. Како филм није имао саундтрек, оригинална верзија остала је необјављена све док није објављен албум Кејатове Breakthrough, где се песма појављује као бонус нумера на издању Рапсодија. Ту је и песма „Dream” Присиле Ен и Дафијева песма „Scared”.

## Пријем

### Критички пријем
Филм Кад невесте зарате је скоро универзално добио лоше рецензије критичара. Филм је добио 11% одобравања на Ротен томејтоуз на основу 142 прикупљена прегледа уз просечну оцену 3,34/10. Консензус странице гласи: „Филм Кад невесте зарате узима ионако заморни концепт борбе младенки, и чини га потпуно неподношљивим због лењивог сценарија и потпуно мрских ликова.” Тајм га је прогласио једним од 10 најгорих чикфликова. 

### Зарада
У уводном викенду, филм је на зарадио 21.058.173 долара, заузевши друго место по заради. Од 26. маја 2009. године, у Сједињеним Државама и Канади филм је зарадио 58.715.510 долара, у страним земљама 55.982.521 долара и укупно 115.049.554 долара широм света — финансијски успех и поред углавном негативних критика. 

## Награде

### Освојене
- 2009 - Награда по избору тинејџера за глумицу у комедији (Ен Хатавеј)

### Номинације
- 2009 - Награда по избору тинејџера за глумицу у комедији (Кејт Хадсон)
- 2009 - Награда по избору тинејџера за филмски темпераментни испад (Кејт Хадсон)
- 2009 - Награда по избору тинејџера за филмски рокстар моменат (Ен Хатавеј)
- 2009 - Награда по избору тинејџера за филмску тучу (Ен Хатавеј ) и (Кејт Хадсон)
- 2009 - МТВ филмске награде за најбољу женску изведбу ( Ен Хатавеј)
- 2009 - МТВ филмске награде за најбољу борбу (Ен Хатавеј) и (Кејт Хадсон)
- 2010 - Награда Златна Малина за најгору споредну глумицу (Кендис Берген)
- 2010 - Награда Пипла за омиљену комедију